# Элснер, Марко
Марко Элснер (серб. Марко Елснер, словен. Marko Elsner; 11 апреля 1960, Любляна — 18 мая 2020, Любляна) — югославский словенский футболист и тренер. Сын футбольного тренера Бранко Элснера.

## Карьера

### Клубная
Футболом начал заниматься не в родной Югославии, а в австрийском Инсбруке, где работал его отец. Воспитанник футбольной школы «Олимпии» из Любляны, провёл 109 игр за клуб во всех турнирах и забил 12 мячей. С 1983 по 1987 год выступал за «Црвену Звезду», в составе которой выиграл чемпионат страны 1983/84 и Кубок в 1985 году. В 1987 году уехал во Францию выступать за «Ниццу», через три года по рекомендации отца приехал в Австрию играть за «Адмиру Ваккер Мёдлинг». В 1991 году вернулся в «Ниццу», где и завершил карьеру.

### В сборной
В сборной Югославии провёл 18 игр. Дебютировал 31 марта 1983 года в Суботице в матче против Венгрии (2:1), последнюю игру за Югославию провёл 14 сентября 1988 года против Испании в Овьедо. Завоевал бронзовую медаль на Олимпиаде в Лос-Анджелесе. Принял участие в первом матче сборной Словении 18 ноября 1992 года против команды Кипра, причём в том матче выводил команду как капитан. Вторую и последнюю игру провёл 7 апреля 1993 против Эстонии.

## После карьеры игрока
В августе 2008 года некоторое время проработал в сборной Камбоджи по футболу под руководством Прака Сованнары. На первенстве Юго-Восточной Азии 2008, где довелось поработать Элснеру, камбоджийцы выступили неудачно, проиграв все три матча группового этапа.